# Yverdon-les-Bains
Yverdon-les-Bains je město na jihozápadě Švýcarska, v kantonu Vaud. Žije zde přibližně 30 tisíc obyvatel. Jde o druhé největší město kantonu, známé termálními prameny, a je významným centrem obchodu a cestovního ruchu.
Teprve v roce 1982 byl Yverdon oficiálně přejmenován na Yverdon-les-Bains, a proto se městu stále často říká Yverdon. Les-Bains je francouzský název pro přímořské letovisko. V římské době se město nazývalo Eburodunum.

## Geografie

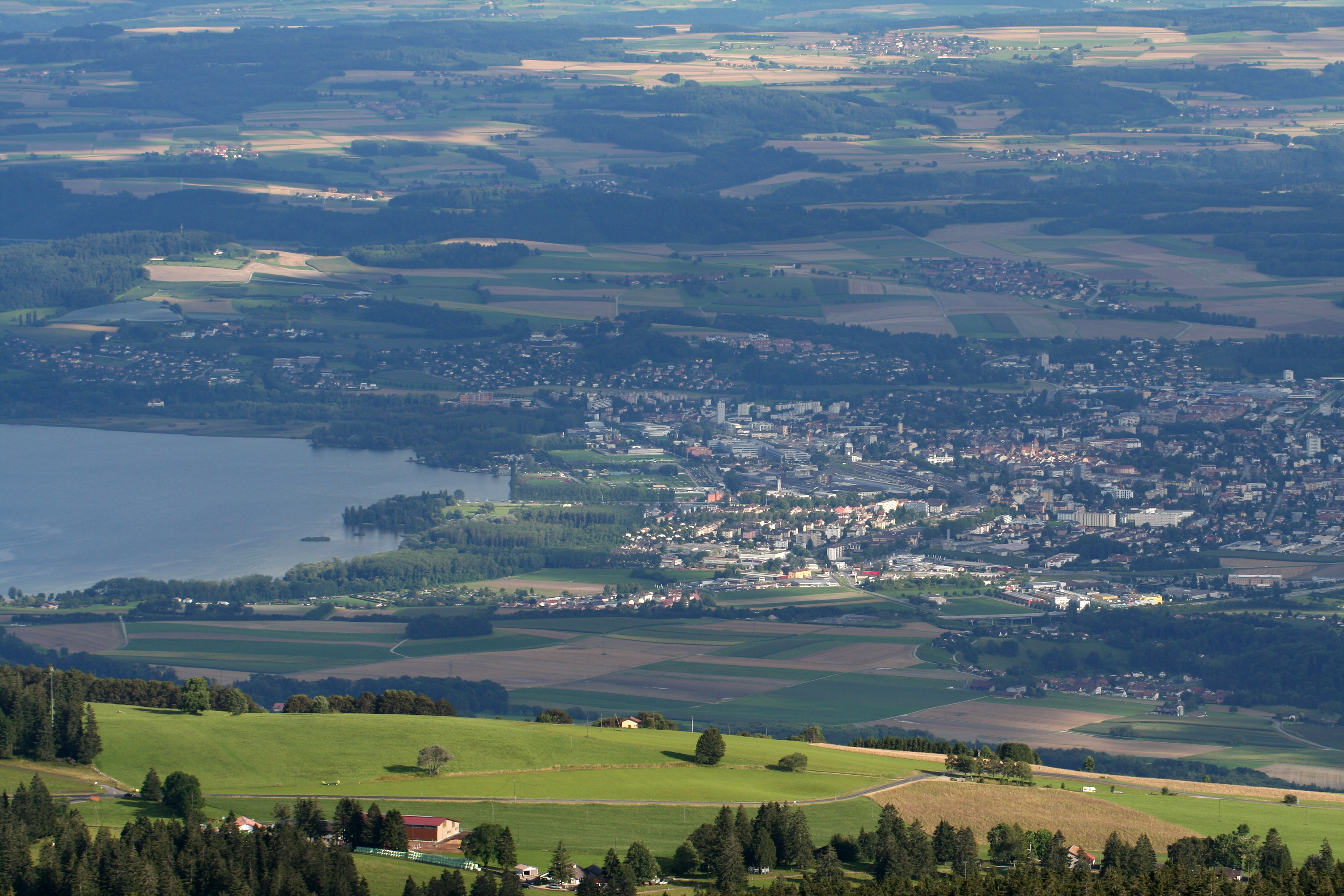
Celkový pohled na město

Yverdon leží v nadmořské výšce 435 m, vzdušnou čarou 30 km severně od hlavního města kantonu, Lausanne. Město leží na náplavové rovině na jihozápadním konci Neuchâtelského jezera, při ústí řeky Zihl (francouzsky La Thielle), na jižním úpatí Jury, mezi pláněmi Orbe a vrchovinou Broye v severní části kantonu Vaud. 
Území obce o rozloze 11,3 km² pokrývá část náhorní plošiny Vaudu. Hlavní část obce zaujímá plochá náplavová rovina Thielle (nejseverovýchodnější část roviny Orbe). Na území obce se do Neuchâtelského jezera vlévá pět kanalizovaných řek. Od jihu k severu to jsou Buron, Canal Oriental, Thielle, Mujon a Bey, která zároveň tvoří severní hranici. Yverdon neleží přímo u jezera, ale za pásem břehu, který je zčásti využíván pro sportovní a rekreační zařízení (např. výstaviště pro švýcarskou národní výstavu Expo.02) a zčásti je vymezen jako chráněná přírodní zóna s rákosinami a lesem. Na jihozápadě zasahuje obecní pozemek do intenzivně obdělávané roviny po obou stranách řeky Thielle. Na jihu a jihovýchodě je Yverdon součástí západního úbočí Montély, kde se nachází nejvyšší bod území obce ve výšce 570 m n. m. Na západě se Yverdon rozkládá na úbočí hory Montéla. V roce 1997 bylo 53 % území obce pokryto zastavěnou plochou, 8 % lesy a lesními porosty, 35 % zemědělstvím a něco málo přes 4 % neproduktivní půdou.
Yverdon-les-Bains zahrnuje rozsáhlé obytné čtvrti na západním svahu Montéla, několik obchodních a průmyslových zón a několik samostatných zemědělských podniků v rovině jihozápadně od města. Od 1. července 2011 je součástí Yverdon-les-Bains také obec Gressy, která se nachází rovněž na jihu. Sousedními obcemi Yverdonu jsou Cheseaux-Noréaz, Cuarny, Pomy, Belmont-sur-Yverdon, Ependes, Treycovagnes a Montagny-près-Yverdon.

## Historie

### Nejstarší historie
Kolem roku 4000 př. n. l. vybudovali neolitičtí osadníci kultury Chassey-Lagozza-Cortaillod v ústí řeky Orbe v oblasti dnešního Yverdonu hradiště Clendy.
V době železné, kolem roku 800 př. n. l., žily v Yverdonu a jeho okolí keltské kmeny, z nichž nejznámější jsou pravděpodobně Helvéciové. Za vlády Helvéciů se Eburodunos stal obchodním centrem díky své poloze: jednak se nacházel na římské cestě z Lausanne do Avenches (která spojovala Rhônu s Rýnem), jednak na hlavní trase z Galie do Itálie.

### Římská doba

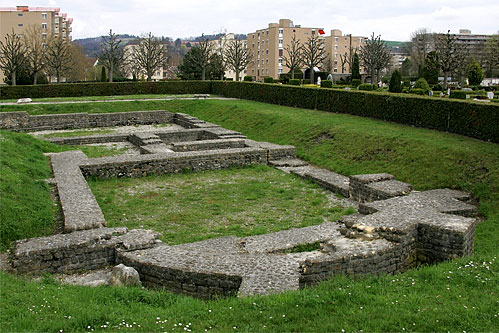
Castrum

Římané uváděli, že Helvéciové zničili starý Eburodunos a sídlo spálili, když emigrovali do Galie. Poté, co starou Helvetii v roce 58 př. n. l. dobyli Římané, vybudovali v Yverdonu vicus, vojenskou základnu s vojáky, řemeslníky, námořníky a staviteli lodí, ale i úředníky a soudci. Římský tábor se nacházel v místech dnešního městského hřbitova. Římané převzali keltský název města a od té doby ho nazývali Vicus eburodunensis nebo prostě Eburodunum. Římané si již tehdy byli vědomi léčivých účinků sirných termálních pramenů před městem a vedli vodu do svého města potrubím.
Samotné římské město nebylo opevněno. Kolem roku 260 bylo proto napadeno a zničeno Alamany. Yverdon byl obnoven až v roce 370 - tentokrát jako silně opevněné castrum. Římané jej opustili na počátku 5. století, kdy postoupili provincii Helvetia Burgundům.

### Burgundská nadvláda
Od roku 443 byl Yverdon pod ochranou Burgundů, kteří ho také pokřesťanštili. Město pak na několik století zmizelo z dějin.
První doložená zmínka o městě ve středověku pochází z roku 971 pod názvem in pago everdunense a v roce 998 bylo Neuchâtelské jezero označováno také jako lacus Everdunensis. Později se objevily názvy Everdun (1228) a Yverdunum (1340).
V 9. a 10. století patřil Yverdon ke Svaté říši římské. Kvůli neustálým sporům a válkám mezi místními feudály však v této době v celém regionu vládla prakticky anarchie.

### Savojští
V roce 1251 zdědil Petr Savojský po svém tchánovi Aymonovi de Faucigny pozemky a statky v Yverdonu. Petit Charlemagne ("malý Karel Veliký") nevěděl nic lepšího než přestěhovat obyvatele a město na jeho současné místo mezi jezerem a dvěma řekami. Petr Savojský nové město opevnil a v letech 1260 až 1272 nechal postavit městské hradby a hrad Yverdon.
Za Petra Savojského získal Yverdon v roce 1260 tržní práva a v roce 1264 právo pořádat týdenní trh (vždy ve čtvrtek) a na podzim třídenní výroční trh. Yverdon ležel na důležité obchodní cestě mezi povodím Ženevského jezera a Neuchâtelem a náhorními plošinami Jury. Pro město byla v té době důležitá také lodní doprava po řece Thielle a Neuchâtelském jezeře, kde se nacházely dva přístavy: Gleyre a La Pleine. Díky tomu zažil Yverdon na konci 13. století značný hospodářský rozmach.
Na přelomu 14. a 15. století byly postaveny první domy mimo opevněné hradby: Faubourg de la Pleine, Faubourg de l’Hôpital a Faubourg des Moulins.

### Bernské období

Yverdon v polovině 18. století

Mír a prosperita, kterým se Yverdon v Savojském vévodství těšil po několik století, skončily, když se objevila nová politická síla: Švýcaři. V roce 1475 muselo město Yverdon kapitulovat před švýcarskými konfederačními vojsky a následně bylo pod jejich okupací. Mír po bitvách u Grandsonu a Murtenu trval jen krátce, než bernská vojska dobyla region Vaud. V únoru 1536, kdy již byla dobyta všechna ostatní významná vaudská města, kladl Yverdon ještě odpor, ale v noci z 24. na 25. února byl donucen kapitulovat.
Pod bernskou nadvládou se savojský hrad stal sídlem hofmistrů. Panství Yverdonu bylo podstatně větší, než dnešní okres Jura-Nord vaudois. Na západě sahal až k francouzským hranicím u Sainte-Croix a Les Clées, na jihu téměř k Echallens a na východě do kopců v oblasti Mentue.
Kromě jiných změn přinesli bernští do dříve katolického města protestantismus. Zničili starý kostel, který nechal postavit Petr Savojský na místě starého římského castra.
Za přísné bernské vlády panoval v Yverdonu pořádek a právo. Staré městské hradby byly obnoveny a opevněny obrannými věžemi. Bernští také opravili zvonici a aktivně podporovali hospodářství a obchod výstavbou obchodních budov a tržních hal. Od konce 16. století zažívalo město další rozmach s příchodem hugenotských uprchlíků.
Okupace Bernskými tak měla i některé pozitivní aspekty: kromě hospodářského rozvoje se rozšířil školský systém, byly vybudovány nové a vylepšeny staré silnice, zřízena pošta a dostavníková doprava. Byl také vybudován kanál Entreroches, který spojil město se Ženevským jezerem. Yverdon se stal druhým nejdůležitějším městem v regionu Vaud.

### Osvícenství

Letecký pohled (1919)

Již před 18. stoletím byl Yverdon známý svou otevřeností a vstřícností vůči vědcům, filozofům, spisovatelům a cestovatelům. Lidé z celé Evropy přijížděli do Yverdonu, aby se vykoupali v sirné vodě termálních pramenů, které byly vybudovány ve 30. letech 17. století.
V 18. století bylo v Yverdonu nejméně sedm tiskáren. V letech 1770 až 1780 zde byla vytištěna slavná Encyclopédie d’Yverdon. Jean-Jacques Rousseau utekl z Francie do Yverdonu, aby zde zůstal se svým přítelem Rouginem. Od roku 1730 vedla z Yverdonu dokonce přímá lodní linka z přístavu Gleyre do Londýna.
Po pádu Staré konfederace, 25. ledna 1798, byl Yverdon - jako poslední město v regionu Vaud - podle helvétské ústavy přiřazen k nově vytvořenému kantonu Léman. Ten byl v roce 1803, kdy vstoupila v platnost mediační ústava, začleněn do kantonu Vaud. Od roku 1798 je Yverdon hlavním městem stejnojmenného okresu.

### 19. století
V 19. století Yverdon zastihla průmyslová revoluce a její důsledky. Městské hradby byly otevřeny a částečně strženy. Městská rada koupila zámek a zřídila v něm školu, kde vyučoval slavný švýcarský pedagog Johann Heinrich Pestalozzi. Jeho revoluční metody proslavily Yverdon daleko za hranicemi země. Na jeho počest byla v roce 1890 postavena socha.
Ve 30. letech 19. století byla ukončena lodní doprava na kanálu Entreroches a nahrazena železniční tratí mezi Yverdonem a Lausanne, která byla otevřena 7. května 1855. V 60. letech 19. století se ve městě přešlo z olejového na benzinové a poté na plynové osvětlení. Kromě toho vznikl nový průmysl a byly postaveny nové čtvrti.

## Obyvatelstvo
| Rok            | 1803 | 1850 | 1900 | 1910 | 1930 | 1950   | 1960   | 1970   | 1980   | 1990   | 2000   | 2020   |
| Počet obyvatel | 2500 | 3619 | 7985 | 8634 | 9715 | 12 266 | 16 338 | 20 538 | 20 802 | 22 758 | 24 376 | 29 955 |

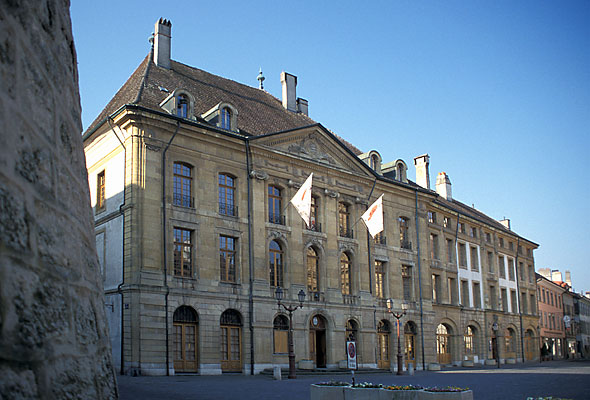
Radnice

82,6 % obyvatel hovoří francouzsky, 3,9 % srbochorvatsky a 3,5 % portugalsky (stav v roce 2000). Počet obyvatel Yverdonu se v posledních dvou stoletích neustále zvyšuje. Největší nárůst počtu obyvatel o více než 60 % byl zaznamenán v letech 1950–1970. Přibližně 32 % obyvatel tvoří cizinci.

## Samospráva
Městský parlament má 100 členů, volených poměrným systémem. Výkonnou moc a správu obstarává sedmičlenná rada.

## Hospodářství

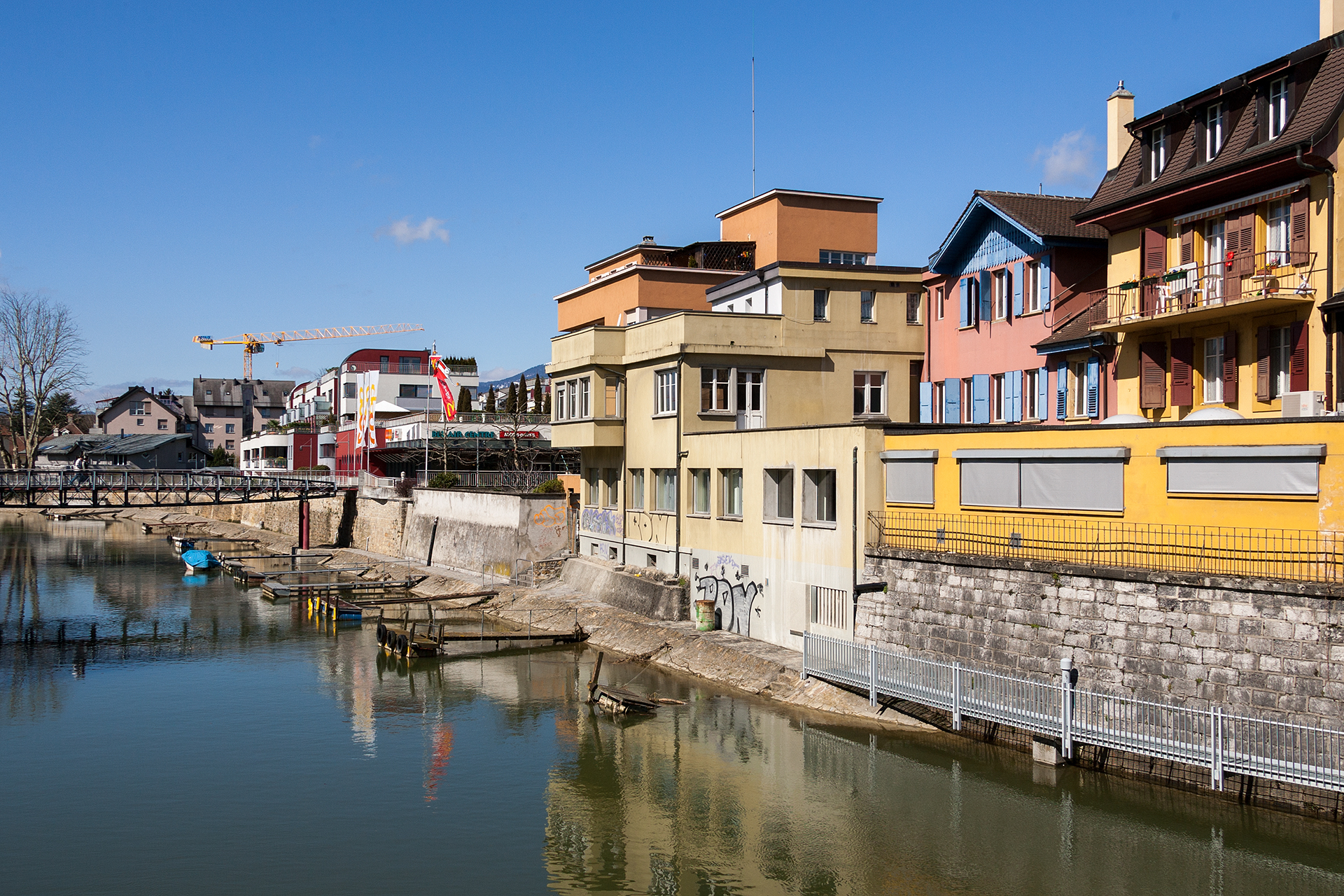
Řeka La Thielle v Yverdonu

Yverdon je důležitým regionálním hospodářským a správním centrem. Přibližně 1 % pracovní síly je stále zaměstnáno v primárním sektoru, 34 % v sekundárním sektoru a 65 % v sektoru služeb.
Zemědělství se soustřeďuje na úrodné náplavové rovině po obou březích řeky Thielle jihozápadně od města. Na orné půdě se pěstují obiloviny, cukrová řepa a řepka. Díky mírnému a slunečnému klimatu se zde na rozsáhlých plochách pěstuje také zelenina.
Yverdon se po napojení na švýcarskou železniční síť v polovině 19. století rozvinul v průmyslové centrum. Od roku 1853 zde sídlí ústřední dílny SBB na opravy kolejových vozidel. Dílny Paillard-Bolex byly založeny již v roce 1814 a jejich nástupcem se stala společnost Hermes Precisa International (1974–1989). Společnost Leclanché SA, založená v roce 1909, dosáhla mezinárodního věhlasu sériovou výrobou prvních použitelných galvanických suchých článků (baterií).
Dnes je Yverdon sídlem regionálně významného kovoprůmyslu, strojírenství a doutníkového průmyslu. Kromě toho se zde usídlilo elektrotechnické odvětví, přesná mechanika, informační technologie, stavebnictví, potravinářský průmysl a mnoho dalších menších podniků (celkem přes 500). Obchodní a průmyslové zóny Yverdonu se nacházejí v blízkosti vlakového nádraží a na západním a jižním okraji města. Obchodní zóna Chamard na severozápadním okraji města s nákupními centry a četnými obchody pro volný čas a sport již patří obci Montagny-près-Yverdon.
V Yverdonu sídlí městská a okresní správa, řada bank a pojišťoven a také nakladatelství. V roce 1986 byl založen vědeckotechnický park Y-Parc, který poskytuje poradenství a podporu podnikům v počáteční fázi a podporuje inovační projekty v oblasti výzkumu a marketingu.

### Turismus

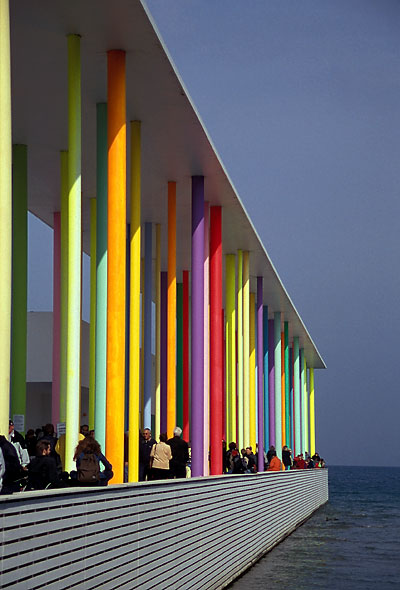
Výstava Expo.02 v Yverdonu

Díky termálním lázním, které využívali již Římané, je Yverdon-les-Bains významným lázeňským centrem. První rozkvět lázeňské turistiky v moderní době nastal v průběhu 18. století, kdy byl postaven Hôtel des Bains. Další rozmach nastal na konci 19. století, kdy se do módy dostala vodoléčba. V tomto období byla postavena nová termální budova (1887) a Rotonde v typickém módním architektonickém stylu.
Poté, co význam Yverdonu jako lázeňského střediska v první polovině 20. století poněkud poklesl, následoval nový prudký rozvoj, když bylo v roce 1977 postaveno moderní termální centrum a v roce 1983 otevřeny velké termální lázně pod širým nebem. S přejmenováním Yverdonu na Yverdon-les-Bains v roce 1981 se lázeňství dostalo i na mezinárodní trh.
Památky starého města, muzea a poloha u jezera také přitahují četné turisty. V roce 2002 byl Yverdon-les-Bains místem jedné z pěti instalací švýcarské národní výstavy Expo.02, což městu pomohlo k dalšímu rozvoji cestovního ruchu. Jednou z hlavních atrakcí a pamětihodností Yverdonu byl Le Nuage (Oblak), ocelová konstrukce stojící v Neuchâtelském jezeře, která pomocí více než 30 000 malých trysek vytvářela oblak, do kterého mohli návštěvníci vstoupit. Konstrukce byla mezitím zbourána (spolu s dalšími exponáty).

## Doprava

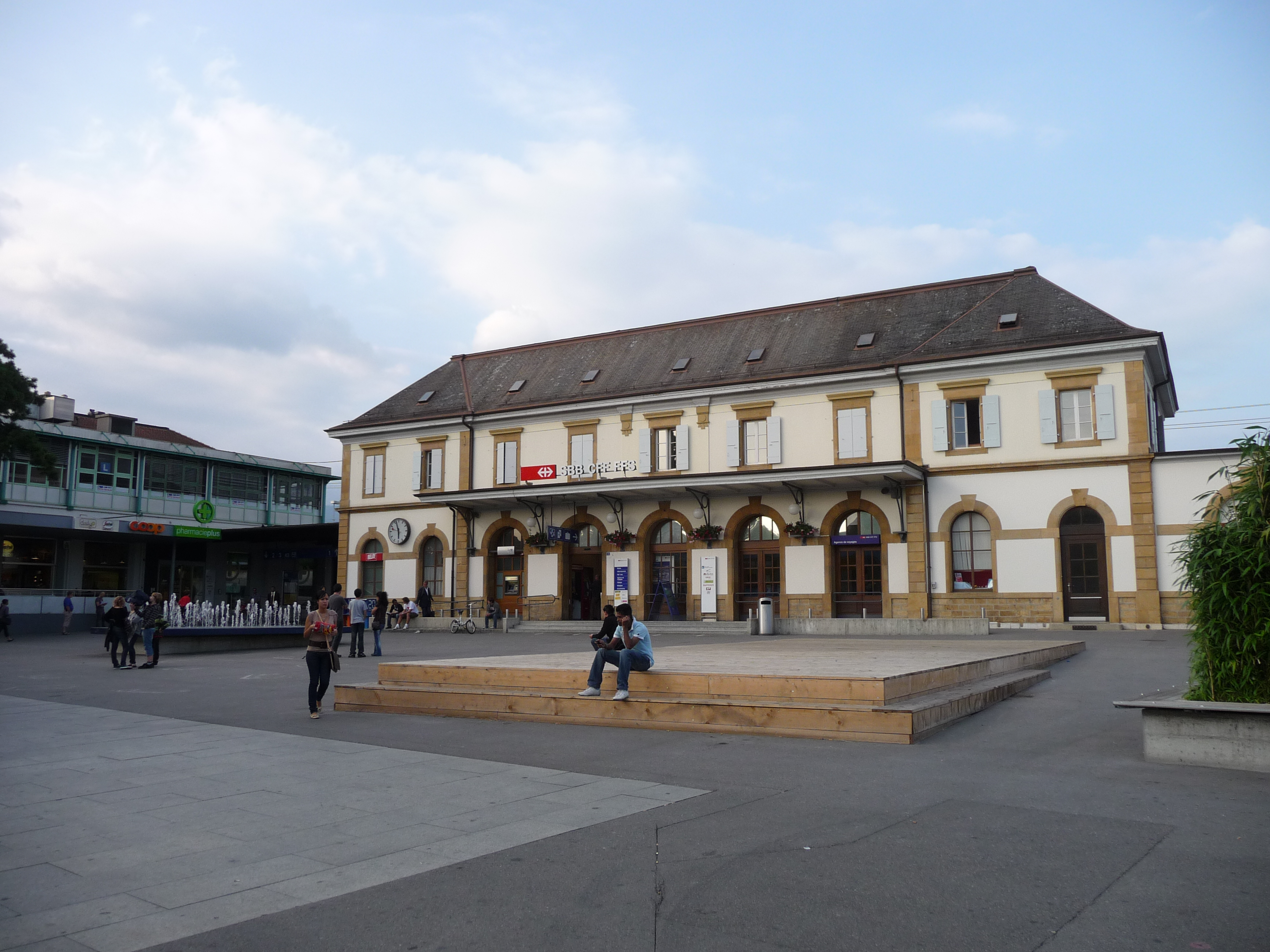
Železniční stanice

Yverdon-les-Bains je důležitý dopravní uzel na jihozápadním konci Neuchâtelského jezera. Leží na hlavní silnici č. 5 z Lausanne do Neuchâtelu a je výchozím bodem pro další důležité silnice do Estavayer-le-Lac, Moudon, Orbe a Sainte-Croix. Město leží na dálnici A1, hlavní švýcarské ose procházející Švýcarskou plošinou ze Ženevy do St. Gallen. Úsek Lausanne–Yverdon s dálniční křižovatkou Yverdon-Sud byl otevřen v roce 1981, pokračování směrem na Bern bylo otevřeno pro dopravu v roce 2001. Od roku 1984 se z dálnice A1 odpojuje dálnice A5, která překračuje Yverdonskou rovinu 3 km dlouhým mostem.
Yverdon byl připojen k železniční síti 7. května 1855 otevřením železniční trati do Bussigny-près-Lausanne. Trať do Neuchâtelu byla otevřena 7. listopadu 1859 a trať do Payerne 1. února 1877. Úzkorozchodná železnice Yverdon – Ste-Croix (YSteC) byla otevřena 27. listopadu 1893.
Městskou hromadnou dopravu zajišťuje síť městských autobusů a četné postbusové linky spojující město s okolím. Yverdon je obsluhován lodní dopravou na Neuchâtelském a Murtenském jezeře (společnost LNM Navigation). Na rovině u Orbe se nachází letiště Yverdon-les-Bains.

## Pamětihodnosti
Nejvýznamnější památkou je místní hrad, který býval sídlem savojské dynastie. V letech 1804–1825 byl sídlem Pestalozziho ústavu. Později sloužil jako škola, poslední třídy byly opuštěny v roce 1974 a původní středověká dispozice byla obnovena.
Další památky
- menhiry u Clendy
- Castrum z římské doby
- termální prameny
- Temple, evangelický kostel z 18. století
- Grande Caricaie, přírodní rezervace podél jižní břehu jezera
- Benno Besson Theatre, nejstarší divadlo Yverdonu z roku 1898
- radnice

### Muzea
- Musée du Château - vystavuje místní prehistorické artefakty, zbraně, oblečení a egyptskou mumii z období vlády Ptolemaiovců.
- Maison d’Ailleurs - vědecko-technické muzeum, vystavuje model kosmické lodi, sál věnovaný tvůrci Vetřelce H. R. Gigerovi a exponáty týkající se fantasy světů vymýšlených autory od Homéra přes Verna až po současnost.

### Lázně
Léčebné účinky horkých pramenů objevili jako první Římané. Voda z minerálních pramenů starých 14 000 let pramení v hloubce 500 metrů pod povrchem. Je zvláště dobrá pro postižené revmatismem a respiračními chorobami.

## Osobnosti
- Jean-Jacques Rousseau (1712–1778), francouzský filozof
- Johann Heinrich Pestalozzi (1746–1827), švýcarský pedagog, v letech 1804–1825 vyučoval v Yverdonu
- Friedrich Fröbel (1782–1852), německý pedagog, vyučoval v Yverdonu

## Partnerská města
- Winterthur, Švýcarsko
- Nogent-sur-Marne, Francie
- Pontarlier, Francie
- Prokuplje, Srbsko
- Kagamino, Japonsko
- Collesano, Itálie

## Fotogalerie

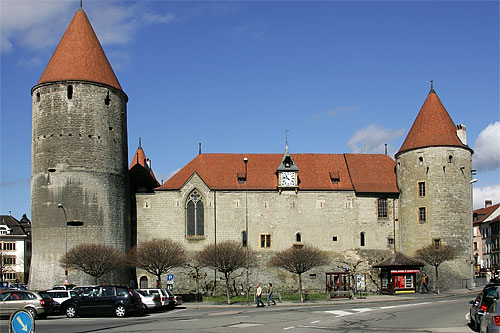
Château Yverdon - hrad
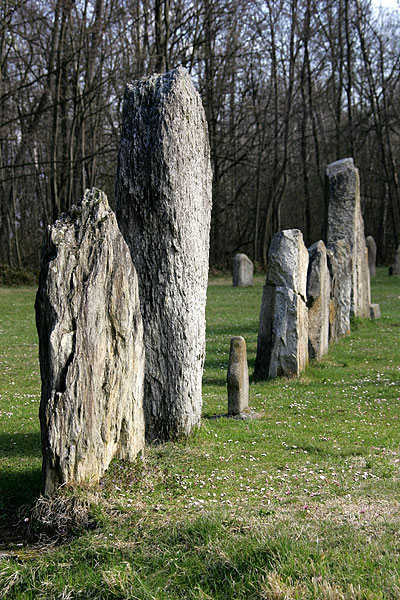
Menhiry Clendy
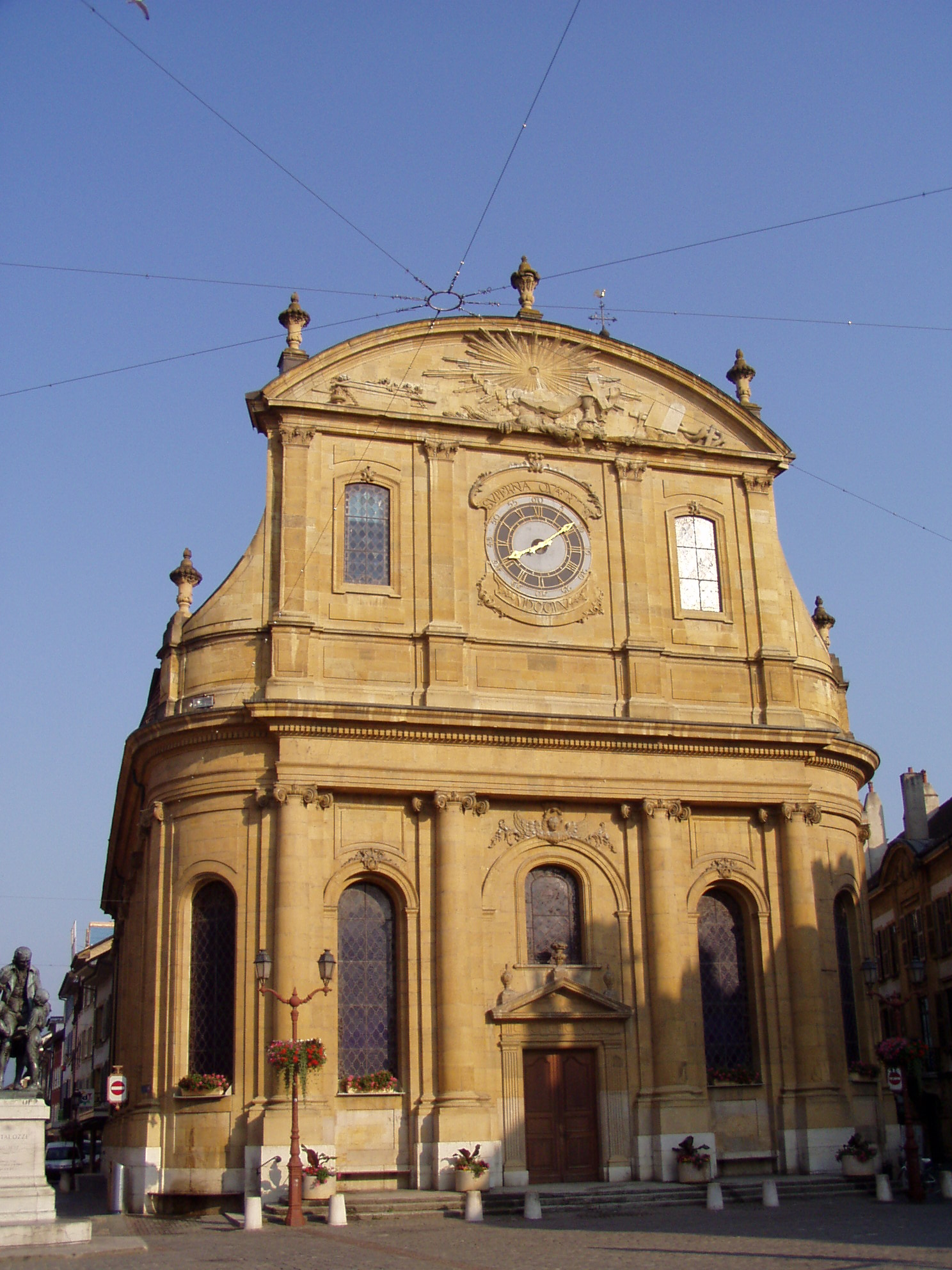
Kostel
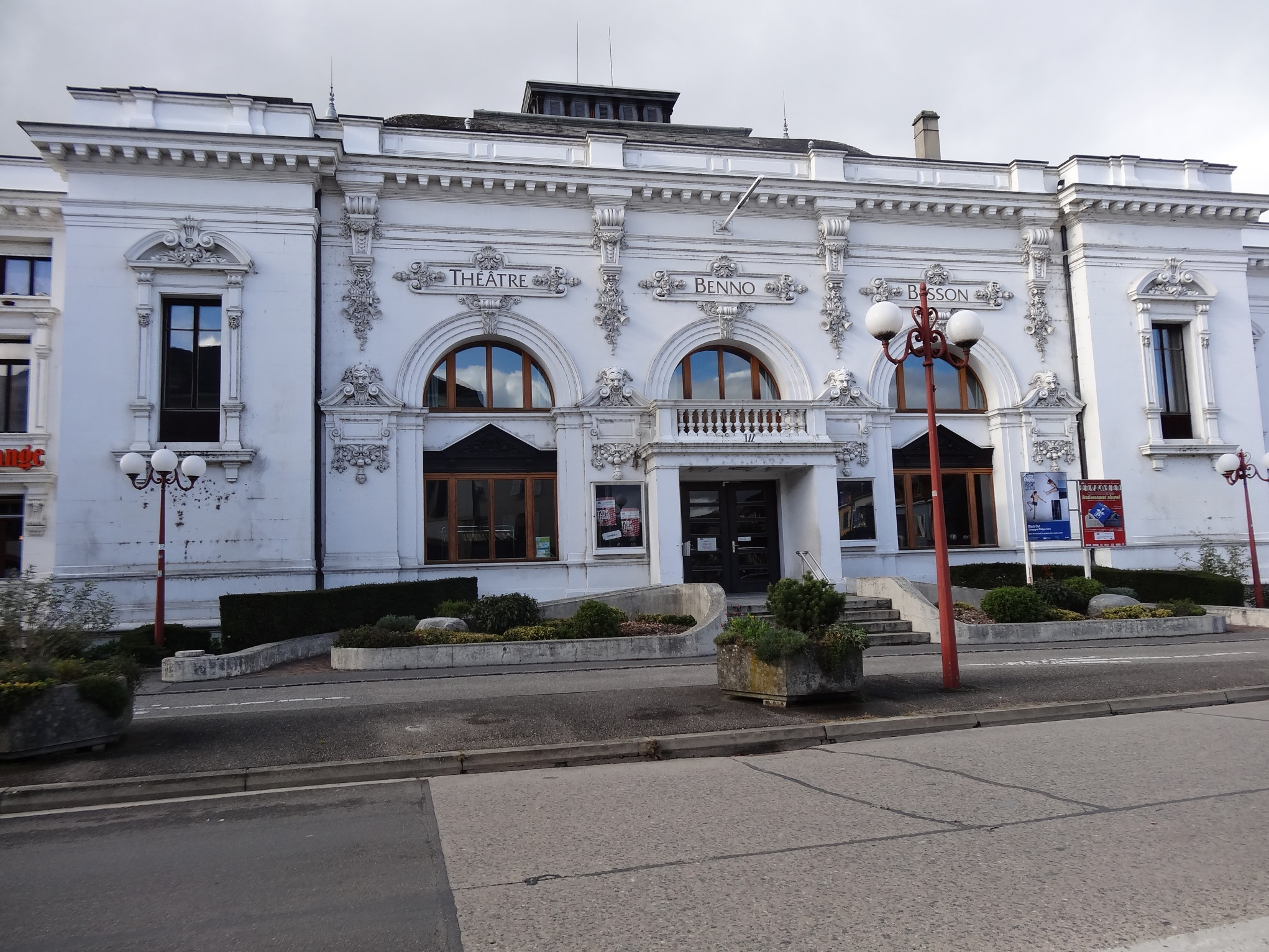
Divadlo Bennyho Bessona
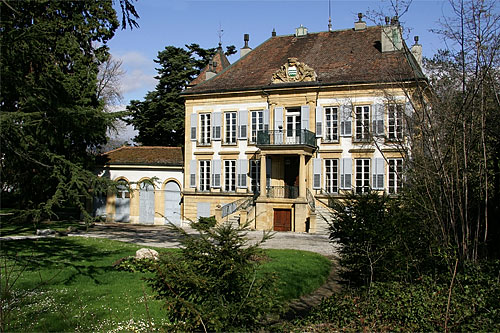
Villa d’Entremonts